# Vénus et Mars (sculpture)
Hadrien et Sabine en Mars et Vénus est une statue de marbre de 1,73 mètre de haut, datant d'environ 120-140 de notre ère (avec des restaurations vers 170-175). Elle est conservée au Département des antiquités grecques, étrusques et romaines du musée du Louvre.

## Description
La figure masculine représentait à l'origine l'empereur Hadrien, mais sa tête a été restaurée plus tard en celle de l'empereur Lucius Verus. Montré sous l'apparence de Mars, cela fait d'Hadrien l'un des premiers empereurs à être représenté comme un dieu au cours de sa vie, plutôt que de l'être à titre posthume. La figure féminine, dans la posture de la Vénus de Capoue, est en train de l'armer. La tête féminine actuelle, modifiée elle aussi dans l'antiquité, n'appartient pas au corps, et a les traits de Lucilla (femme de Lucius Verus), alors que la tête d'origine était probablement celle de Vibia Sabina, la femme d'Hadrien.
Le groupe reflète le goût hellénisant sous l'ère d'Hadrien et le renouveau du néo-classique. 

## Sources
- Base de données des collections du Louvre